# Terceira Epístola aos Coríntios
A Terceira Epístola aos Coríntios é um texto pseudepígrafo do apóstolo Paulo. É uma das partes dos Atos de Paulo e foi concebido como sendo uma resposta dele à Epístola dos Coríntios a Paulo. A versão sobrevivente mais antiga é a do Papiro de Bodmer X.
Sua criação foi obviamente sugerida pela carta perdida de Paulo citada em I Coríntios 5:9 e I Coríntios 7:1. Ela foi composta por um presbítero da Igreja em aproximadamente 160-170 e é um ataque disfarçado a alguns erros principais do Gnosticismo. Esta correspondência sempre teve circulação independente, mas recentemente se provou que o documento foi incorporado nos Atos de Paulo.

## Relação com o Cânon

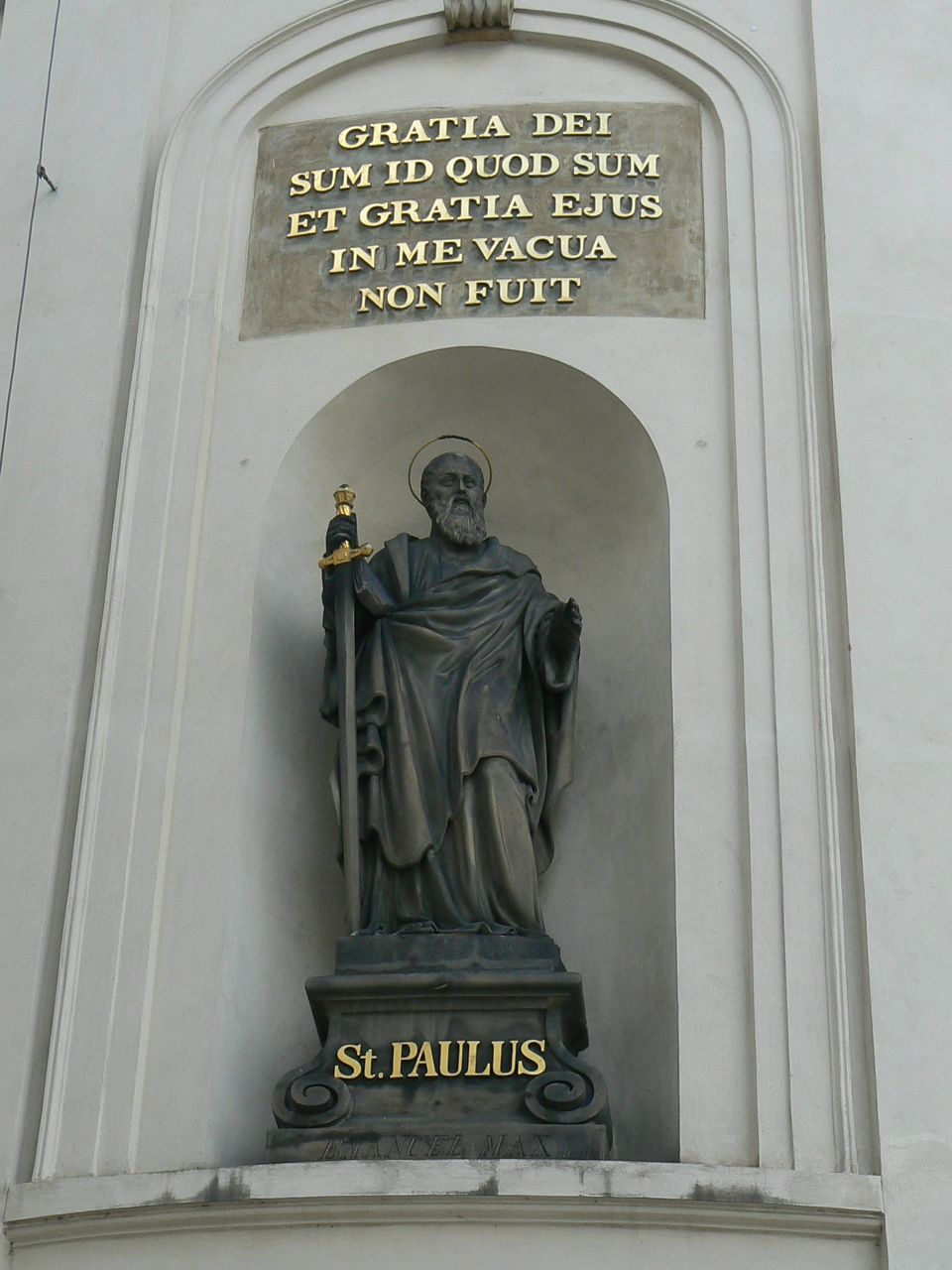
Estátua de São Paulo na capela do Castelo de Praga com citação de

Na tradição ocidental, esta epístola nunca foi considerada como sendo canônica e no século IV passou fazer parte dos apócrifos do Novo Testamento. Escritores latinos e gregos são completamente omissos sobre esta carta, embora cópias nestas línguas tenham sido encontradas.
Já na tradição oriental, na Igreja Ortodoxa Síria, Afraates (ca. 340) a considerou como canônica e Efrém da Síria (m. 373) aparentemente concordou pois escreveu um comentário sobre isso. Ela está incluída na Doutrina de Addai, embora não esteja na Peshitta, a tradução siríaca da Bíblia, ainda que nela também não conste II João, III João, II Pedro, Epístola de Judas e o Apocalipse, textos universalmente reconhecidos como sendo canônicos (veja Antilegomena). Embora parte da Bíblia Armênia de Oskan de 1666, ela estava num apêndice da Bíblia armênia de Zohrab de 1805 que seguiu o cânon da Vulgata e atualmente não faz mais parte do Novo Testamento da Igreja Apostólica Armênia. Ela também não constava na lista de textos canônicos de Anania Shirakatsi no século VII, mas apareceu nas listas de Mechitar de Ayrvank (século XIII) e Gregório Tat'ew (século XIV).

## Conteúdo

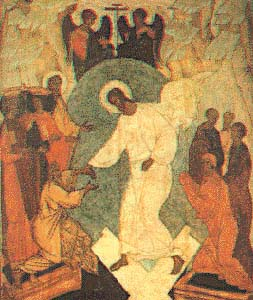
Ressurreição dos mortos

O texto está estruturado como uma tentativa de corrigir as alegadas falhas de interpretação da Primeira e da Segunda Epístola aos Coríntios, que o autor (geralmente chamado de "pseudo-Paulo"), teria conhecido pela Epístola dos Coríntios a Paulo (também apócrifa). De acordo com ela (que é o capítulo anterior nos Atos de Paulo), quando a carta foi escrita Paulo estava na prisão por causa de Estratonice, a esposa de Apolofanes.
Objetivamente, a epístola procura corrigir a interpretação da frase «Ora digo isto, irmãos, que a carne e o sangue não podem herdar o reino dos céus, nem a corrupção herdar a incorrupção» (I Coríntios 15:50), que, segundo alguns acreditavam, ensinaria que a ressurreição dos mortos não poderia ser física. Acredita-se que este argumento dos gnósticos ganhou tanto terreno que alguns cristãos ortodoxos sentiram necessidade de criar esta epístola falsa para contê-los. Os gnósticos sabidamente citavam esta parte de I Coríntios, enfurecendo cristãos - como Ireneu de Lyon - que defendiam que a ressurreição seria física e não espiritual. Segundo Ireneu esta passagem é "sempre citada pelos heréticos para apoiar suas tolices" (Contra Heresias V.9).